# A Horse with No Name
A Horse with No Name är en låt skriven av Dewey Bunnell och inspelad av musikgruppen America, i vilken Bunnell var medlem. Låten gavs ut på singel i november 1971 i Europa och 1972 i Nordamerika och finns med på deras självbetitlade debutalbum. Den kom att bli gruppens första och största hitsingel. Den nådde förstaplatsen på amerikanska Billboard-listan trots att flera amerikanska radiostationer bannlyste sången, då "horse" är en amerikansk pseudonym för heroin.
Låten har spelats i ett flertal filmer och kan höras i exempelvis American Hustle och The Nice Guys.

## Listplaceringar
- Billboard Hot 100, USA: #1[2]
- UK Singles Chart, Storbritannien: #3[3]
- RPM, Kanada: #1[4]
- Nederländerna: #12[5]